# داگتاون، شهرستان مارتین، کالیفرنیا
داگتاون (به انگلیسی: Dogtown) یک منطقهٔ مسکونی در ایالات متحده آمریکا است که در شهرستان مارین، کالیفرنیا واقع شده‌است. داگتاون ۳۰ نفر جمعیت دارد و ۵۷ متر بالاتر از سطح دریا واقع شده‌است.